# Alfred Hauck

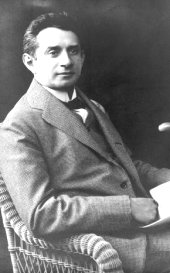
Alfred Hauck

Alfred Hauck, eigentlich Alfred Hock (5. Oktober 1856 in Prag – 31. Januar 1935 in Frankfurt am Main) war ein deutscher Theaterschauspieler sowie Opern- und Operettensänger (Tenor).

## Leben
Der Kaufmannssohn Hauck sollte ebenfalls den Beruf eines Kaufmanns ergreifen, doch begann er sich schon in jungen Jahren für das Theater zu interessieren und unternahm erste schauspielerische Schritte am Liebhabertheater St. Niclas in Prag. Nachdem Hauck seine Singstimme an der „Gesangsschule Prag“ (Gesangschule Pivoda) bei František Pivoda hatte ausbilden lassen und bei den Schauspielern Emil Hüvart und Carl Beringer dramatischen Unterricht genossen hatte, begann er seine Bühnenlaufbahn am Stadttheater Pressburg, wo er am 27. Januar 1877 als „Marasquin“ in Giroflé-Girofla debütierte.
Noch im selben Jahre kam er nach Gera, wo er neben dem „Mortimer“ und dem „Kosinsky“ auch viele Lustspielrollen angeboten bekam, sich aber auch erfolgreich als „Paris“ in Schöne Helena, „Ange Pitou“ in La Fille de Madame Angot und anderen Gesangspartien versuchte. Sein nächstes Engagement fand er in Elbing (1878–79), kam dann 1879 nach Brünn, im Jahr darauf nach Teplitz-Schönau (1879–80), Olmütz (1880–82) und schließlich nach Karlsbad. Es folgten Verpflichtungen nach Hannover (1882–83 am Residenztheater), Bremen (1882/83), 1884 ans Deutsche Theater nach Budapest, anschließend nach Bad Ischl und 1884–1885 ans Wilhelm-Theater in Köln.
1886 wirkte er in Hannover und trat noch in demselben Jahre am 1. Oktober 1886 in den Verband des Frankfurter Stadttheaters für das Fach des Tenorbuffos (Spieltenor und Charaktertenor) und Charakterkomikers ein. Hauck konnte in diesem Engagement seine große Vielseitigkeit im Schauspiel und Lustspiel, in der Posse sowie in der Frankfurter Oper zeigen. Er sang und spielte Rollen wie „Papageno“, „Mime“, „Fra Diavolo“, Remendado in Carmen, „Schneider Zwirn“ und den Diener „Valentin“ im Verschwender. In Lortzingschen Opern trat er auf, so als Georg (Der Waffenschmied) und Veit (Undine), und spielte den Wenzel in Smetanas Die verkaufte Braut. Im November 1902 wirkte er in Frankfurt in der Rolle des Kellermeisters in der Uraufführung der Humperdinck-Oper Dornröschen mit. Zu dieser Zeit entstanden u. a. Grammophon-Aufnahmen aus Dem Obersteiger und Fatinitza.

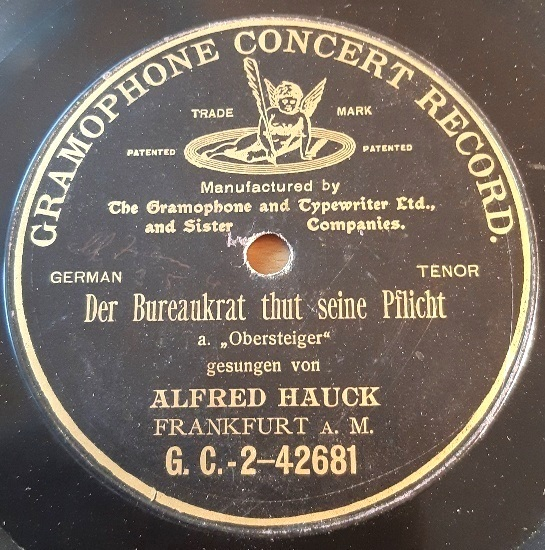
Schallplatte von Alfred Hauck (1903). Bei dem Titel handelt es sich um eine von Hauck aktualisierte Einlage in Carl Zellers Operette Der Obersteiger, bei der er das Versagen der Behörden beim Pogrom von Kischineff aus demselben Jahr kritisiert.

Sein Hauptbetätigungsfeld blieb aber die Operette. Hier wies Hauck ein umfangreiches Repertoire auf. Es umfasste zum Beispiel die Rollen/Stücke Der Mikado (als Ko-Ko), Die Fledermaus, Der Obersteiger, Der Vogelhändler (als Adam), Armer Jonathan, Fatinitza, Der lustige Krieg, Die Glocken von Corneville von Robert Planquette und Die Puppe. „In diesen und vielen anderen Operetten hat Alfred Hauck durch sein prächtiges, degagiertes, flottes und charakteristisches Spiel und seinen sympathischen, wirkungsvollen Gesangsvortrag dem Frankfurter Publikum zahllose fröhliche und vergnügte Stunden bereitet.“
Als Gast trat Hauck auch in Mainz, Mannheim, Bonn und Gmunden auf. 1899 gastierte er am Hoftheater Wiesbaden, 1906 am Hoftheater Kassel.
Um sich ein zweites berufliches Standbein zu schaffen, kaufte sich Alfred Hauck ein Havanna-Cigarren-Importgeschäft in der Frankfurter Innenstadt. 1916 nahm er Abschied in Frankfurt, wo er den „Fürst Basil“ in der Lehár-Operette Der Graf von Luxemburg sang. Alfred Hauck ist Ehrenmitglied der Städtischen Bühnen Frankfurt. Hauck starb im Januar 1935 im Alter von 79 Jahren.
Die Stimme von Alfred Hauck ist durch fünf Titel auf G&T (Frankfurt a. M. 1903) dokumentiert worden.